# Ledenice
Ledenice (pomnožné, 2. pád Ledenic) jsou městys v okrese České Budějovice v Jihočeském kraji. Leží zhruba dvanáct kilometrů jihovýchodně od Českých Budějovic. Žije zde přibližně 2 500 obyvatel.

## Historie

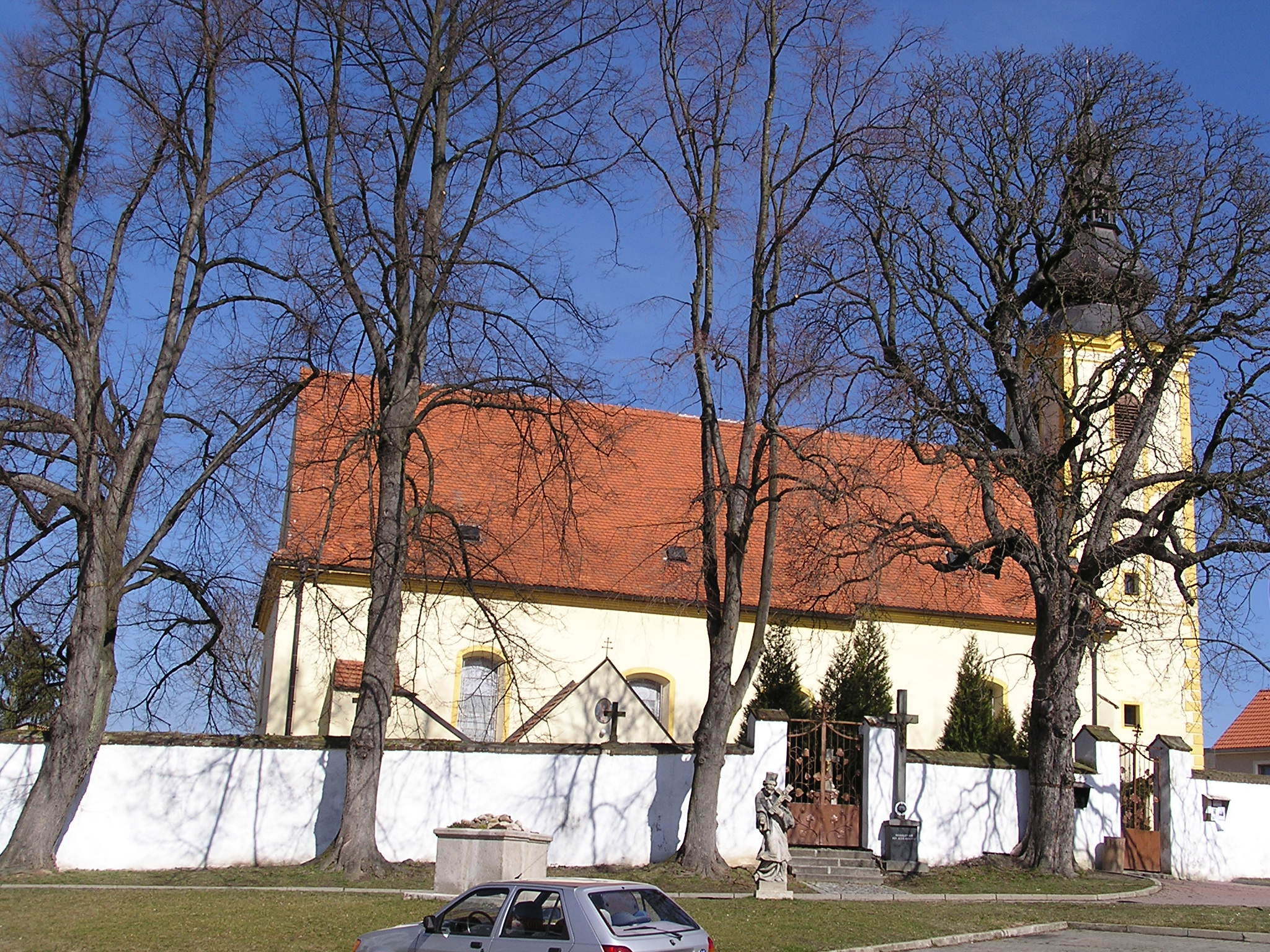
Kostel svatého Vavřince

Na Vápenickém kopci bylo objeveno mohylové pohřebiště z 9. století. První písemná zmínka o sídle (Ledenicz) pochází z roku 1278. Sídlila zde jedna větev Vítkovců. Ve 14. století zde postavili hrad Landštejn, který zanikl za husitských válek. Počátkem 15. století přešlo městečko k třeboňskému panství, kam patřily až do zrušení poddanství.
Od roku 1563 měly Ledenice právo vařit pivo. Po Bílé hoře byly Ledenicím na čas odňaty jejich práva kvůli podpoře českých stavů. Velký požár poničil městečko v roce 1553 a opět v roce 1865. Kromě požárů jej pustošily i mnohé povodně. Sbor dobrovolných hasičů byl založen v roce 1877, Sokol v roce 1897. V roce 1921 byl založen Okrašlovací spolek, 1929 sportovní klub. Roku 1951 vzniklo výrobní družstvo Ledenický nábytek.
V letech 1850–1949 patřily Ledenice pod soudní okres Lišov.

## Obyvatelstvo
| Rok            | 1869  | 1880  | 1890  | 1900  | 1910  | 1921  | 1930  | 1950  | 1961  | 1970  | 1980  | 1991  | 2001  | 2011  | 2021  |
| -------------- | ----- | ----- | ----- | ----- | ----- | ----- | ----- | ----- | ----- | ----- | ----- | ----- | ----- | ----- | ----- |
| Počet obyvatel | 2 223 | 2 423 | 2 409 | 2 390 | 2 562 | 2 467 | 2 466 | 2 170 | 2 229 | 2 060 | 2 038 | 2 039 | 2 146 | 2 329 | 2 404 |
| Počet domů     | 331   | 377   | 388   | 393   | 412   | 418   | 477   | 541   | 548   | 538   | 527   | 663   | 695   | 740   | 803   |

## Správa městyse
Od 22. června 2007 byl obci vrácen status městyse.

### Části městyse
Městys Ledenice se skládá ze šesti částí na čtyřech katastrálních územích.
- Ledenice (i název k. ú.)
- Ohrazení (i název k. ú.)
- Ohrazeníčko (leží v k. ú. Zborov)
- Růžov (leží v k. ú. Ledenice)
- Zaliny (i název k. ú.)
- Zborov (i název k. ú.)

### Starostové
- 1990 – 2004 František Jelínek
- září 2004 – listopad 2014 Mgr. Miroslav Franěk
- od 2014 Jiří Beneda

### Městské symboly
Znak města je historický. Dne 25. dubna 2018 bylo schváleno usnesením výboru pro vědu, vzdělání, kulturu, mládež a tělovýchovu udělení vlajky obce. Vlajka byla městu udělena rozhodnutím předsedy Poslanecké sněmovny Parlamentu České republiky dne 3. května 2018.

## Pamětihodnosti
- Ledenický hrad založený Vítkovci ve 14. století stál ve východní části městečka do poloviny 15. století. Po roce 1611 byly na jeho místě postaveny čtyři zemědělské usedlosti.[9]
- Kostel svatého Vavřince, raně gotický, jednolodní z doby kolem roku 1300, barokní věž přistavěna roku 1782
- Kamenný pranýř ze druhé poloviny 17. století v zahradě u školy

## Osobnosti

### Rodáci
- Ferdinand Sládek (1872–1943), český sběratel lidových písní a hudební skladatel
- Vlastimil Hajšman, hokejista
- Josef Stejskal, dramaturg Jihočeského divadla
- Antonín Rubín (1918–1993), lékař

### Ostatní
- František Kroiher (1871–1948), římskokatolický kněz a politik, je zde pohřben

V obci několikrát pobýval hudebník Mstislav Rostropovič, v roce jeho úmrtí 2007 mu byla odhalena pamětní deska na budově školy na náměstí.